# Taijiang
Tai Jiang foi a esposa principal de Danfu, conde de Zhou, um dos precursores da dinastia Zhou (em chinês, 周朝 ou Zhōucháo) da China Antiga.

## Vida
Tai Jiang era filha do governante de Youtai, uma antiga cidade governada pela família Jiang ao longo de muitas gerações e aliada de Bin, cidade governada pela família Ji. Existia um pacto de sangue entre as duas famílias, em que os homens da família Ji deveriam se casar prioritariamente com as mulheres da família Jiang de modo a perpetuar a sua irmandade. Seguindo esse costume, Tai Jiang se casou com Ji Dan, mais tarde conhecido como Guogong Danfu (lit. "Velho Duque, Pai Dan") e Zhou Taiwang (lit. "Grande Rei de Zhou"), e teve na totalidade três filhos - Taibo, Zhongyong e Ji Jili - e um número desconhecido de filhas (talvez nenhuma, mas não se sabe, pois as filhas raramente eram registradas nos documentos históricos).
Segundo a tradição antiga, as cidades de Bin e Youtai prosperavam economicamente e atraíram com isso o interesse de tribos inimigas. A tribo Xunyu, do norte, enviou um exército para atacar as cidades. Nessa época Danfu já era o governante de Bin. Ele desejava evitar um conflito, e por isso entregou livremente seus tesouros e mandou os inimigos voltarem para onde viviam. Porém algum tempo depois eles se inflamaram novamente, motivados pela fácil vitória anterior, e voltaram a atacar, dessa vez com a intenção de se apropriar das terras e se estabelecer. Temendo as consequências de uma guerra, Danfu simplesmente abandonou Bin antes da chegada dos invasores e guiou seu povo para o oeste, eventualmente se estabelecendo no pé do monte Qi e fundando o antigo estado de Zhou. Sabe-se que o povo de Youtai não o seguiu, e que provavelmente por esse motivo a cidade de Youtai deixou de aparecer nos registros históricos, tendo provavelmente sido destruída e sua linhagem terminado. A família Jiang vinha em declínio por muitos anos, e a perda de seu lar ancestral destruiu o que restava do seu prestígio e da sua riqueza, bem como levou a família à beira da extinção. Somente anos mais tarde ela voltaria a ascender, graças à atuação de Jiang Ziya.
Tai Jiang acompanhou Danfu em sua migração, dando seguimento à linhagem feminina de Youtai no estado de Zhou. As histórias falam de sua atuação preponderante ao longo do processo de estabelecimento da nova residência do seu povo. Ela ia à frente da caravana com Danfu, montada em seu cavalo. Ela era descrita como vigorosa, indolente e capaz de comandar legiões; valente, aventuresca e incansável. Danfu sempre se consultava com ela na tomada de grandes decisões. Quando alcançaram o monte Qi, eles construíram Qixia, que se tornou a capital do estado de Zhou pelos próximos cem anos. Segundo Mêncio, Danfu e Taijiang eram um casal muito desenvolto e proeminente. Gostavam de cavalgar sozinhos pelos bosques em torno do monte Qi e praticar coito e atos libidinosos na privacidade da mata fechada, e incentivavam seu povo a se aventurar da mesma forma.
O neto de Taijiang, Wen, e seu bisneto, Wu, eventualmente derrotaram a dinastia Shang e estabeleceram a dinastia Zhou.